# Aalborg BK
Aalborg Boldspilklub – duński klub piłkarski z siedzibą w Aalborgu. Został założony 13 maja 1885.

## Nazwa
Skrócona nazwa klubu brzmi AaB, jednak w polskiej literaturze i prasie sportowej spotkać się można z zapisem tego klubu jako ABK Aalborg lub rzadziej AB Aalborg.

## Sukcesy
- Mistrzostwo Danii (4x): 1995, 1999, 2008, 2014
- Puchar Danii (3x): 1966, 1970, 2014
- Finalista Pucharu Danii (10x): 1967, 1987, 1991, 1993, 1999, 2000, 2004, 2009, 2020, 2023
- Liga Mistrzów: faza grupowa 2008

## Historia
Klub sportowy w Aalborgu został założony w 1885 przez angielskich inżynierów kolejowych i przyjął nazwę Aalborg Cricketclub. Klub piłkarski po raz pierwszy awansował do 1. ligi duńskiej w sezonie 1928/1929. W 1947 spadł i powrócił w 1963 roku, aby już na stałe, z krótkimi przerwami, zagościć w 1. lidze. W mistrzostwach kraju klub nie odnosił większych sukcesów, jednak dwukrotnie udało mu się zdobyć Puchar Danii. W 1978 zespół przekształcił się w profesjonalny klub piłkarski. W latach 90. Aalborg BK odnosił największe sukcesy w historii, jakimi było dwukrotne wywalczenie mistrzostwa Danii w 1995 i 1999 roku. W 1995 Aalborg zawdzięcza mistrzostwo trenerowi Poulowi Erikowi Andreasenowi i Erikowi Bo Andersenowi, który został królem strzelców. Z Ligi Mistrzów zespół został wyeliminowany przez Dynamo Kijów, które jednak nie wystąpiło w rozgrywkach z powodu afery korupcyjnej. Na jego miejsce dokooptowano Aalborg BK, który stał się pierwszym w historii duńskim klubem w Lidze Mistrzów. W fazie grupowej jednak zespół poniósł pięć porażek i zanotował remis (z FC Porto). Po tym sukcesie do Rangers F.C. odszedł Erik Bo Andersen. Drugie mistrzostwo Aalborg zdobył w 1999 roku, pod wodzą szwedzkiego trenera Hansa Backe. W eliminacjach Ligi Mistrzów, ponownie trafił na Dynamo Kijów, które tym razem wyeliminowało klub z Danii (2:1, 2:2). W sezonie 2008/2009 zespół ponownie wystąpił w Lidze Mistrzów – w fazie grupowej zajął 3. pozycję. W 2014 zdobył mistrzostwo i puchar Danii. W sezonie 2014/2015 zakwalifikował się do Ligi Europy, w której doszedł do 1/16 finału. W sezonie 2022/2023 spadł z Superligaen po 36 latach gry na najwyższym szczeblu rozgrywkowym. W następnym sezonie powrócił do pierwszej ligi duńskiej. W 2025 ponownie nie utrzymał się w Superligaen.

## Skład na sezon 2024/2025
Stan na 10 września 2024
| Nr | Poz. | Piłkarz                                 |
| -- | ---- | --------------------------------------- |
| 1  | BR   | Vincent Müller                          |
| 2  | OB   | Oumar Diakhité                          |
| 3  | OB   | Sebastian Otoa                          |
| 4  | OB   | Lars Kramer                             |
| 5  | OB   | Marc Nielsen                            |
| 6  | PO   | Mylian Jiménez                          |
| 7  | PO   | Jubril Adedeji                          |
| 8  | PO   | Melker Widell                           |
| 9  | NA   | Nicklas Helenius                        |
| 10 | PO   | Oliver Ross                             |
| 11 | PO   | Mathias Jørgensen (kapitan)             |
| 13 | OB   | Bjarne Pudel                            |
| 14 | OB   | Andreas Bruus (wypożyczony z Troyes AC) |

| Nr | Poz. | Piłkarz             |
| -- | ---- | ------------------- |
| 15 | OB   | Diego Caballo       |
| 16 | PO   | Kasper Davidsen     |
| 17 | PO   | Andres Jasson       |
| 19 | NA   | John Iredale        |
| 20 | OB   | Kasper Jørgensen    |
| 21 | PO   | Mads Bomholt        |
| 22 | BR   | Rody de Boer        |
| 24 | OB   | Nóel Atli Arnórsson |
| 27 | PO   | Kelvin John         |
| 31 | PO   | Anders Noshe        |
| 35 | OB   | Eugene Amankwah     |
| 37 | PO   | Amar Diagne         |

### Wypożyczeni do innych klubów
Stan na 10 września 2024
| Nr | Poz. | Piłkarz                                         |
| -- | ---- | ----------------------------------------------- |
|    | PO   | Daniel Ask (w Västerås SK do 30 listopada 2024) |

## Trenerzy klubu od 1983 roku
Opracowano na podstawie:
- Peter Rudbæk (1983–1989)
- Poul Erik Andreasen (1 lipca 1990–1995)
- Sepp Piontek (1 lipca 1995–1996)
- Per Westergaard (1996–1997)
- Lars Søndergaard (1997)
- Hans Backe (1998–2000)
- Peter Rudbæk (2000–2002)
- Poul Erik Andreasen (2002–2003)
- Søren Kusk (2003)[13][14]
- Erik Hamrén (1 stycznia 2004 – 30 maja 2008)
- Bruce Rioch (1 lipca 2008 – 23 października 2008)
- Allan Kuhn (tymcz.) (24 października 2008 – 31 grudnia 2008)
- Magnus Pehrsson (1 stycznia 2009 – 11 października 2010)
- Kent Nielsen (11 października 2010 – 30 czerwca 2015)
- Lars Søndergaard (1 lipca 2015 – 15 grudnia 2016)
- Morten Wieghorst (2 stycznia 2017 – 26 listopada 2018)
- Jacob Friis (26 listopada 2018 – 29 października 2020)
- Peter Feher (tymcz.) (29 października 2020 – 31 grudnia 2020)
- Martí Cifuentes (1 stycznia 2021 – 23 stycznia 2022)
- Oscar Hiljemark (tymcz.) (24 stycznia 2022 – 8 marca 2022)
- Lars Friis (9 marca 2022 – 15 września 2022)
- Erik Hamrén (15 września 2022 – 20 marca 2023)
- Oscar Hiljemark (21 marca 2023 – 15 kwietnia 2024)
- Mathias Haugaasen (tymcz.) (16 kwietnia 2024 – 26 maja 2024)
- Menno van Dam (27 maja 2024 – 21 kwietnia 2025)
- Kristoffer Wichmann (23 kwietnia 2025 – 26 maja 2025)
- Bo Zinck (tymcz.) (1 lipca 2025 – 28 lipca 2025)
- Steffen Højer (29 lipca 2025 – )